# Тайчжунская ТЭС
Тайчжунская ТЭС — крупная тепловая электростанция на Тайване. Общая установленная электрическая мощность станции составляет 5 780 МВт, что, по состоянию на 2019 год, делает её одновременно второй по мощности ТЭС в мире уступая ТЭС Токэто, и самым крупным производителем атмосферного диоксида углерода.

## Общие сведения
На ТЭС установлено десять энергоблоков по 550 МВт каждый, которые используют в качестве топлива уголь и четыре дополнительных блока по 70 МВт на природном газе. Среднегодовая выработка составляет 42 млрд  кВт⋅ч.
Первые четыре угольных энергоблока станции были сданы в эксплуатацию в 1992 году, следующие четыре были добавлены в 1996—1997 гг. В июне 2005 и 2006 годов были добавлены 9-й и 10-й блоки. Организационно в структуру станции также входит небольшая ветряная электростанция мощностью 44 МВт. К 2016 году планируется добавление двух энергоблоков по 800 МВт.
В 90-х годах восемь энергоблоков потребляли 12 млн тонн битуминозного угля в год и 2,5 млн т. суббитуминозного (тощего) угля. Электростанция в основном использует уголь, импортируемый из Австралии.